# ボンバルディア CRJ
ボンバルディア CRJ
オーストリアン・アローズのCRJ200
- 用途：旅客機
- 分類：リージョナルジェット[1][2][3]
- 製造者：ボンバルディア
- 運用者（2018年7月現在で運用数30機以上の運航者及び日本の運航者）[4]
  - スカイウェスト航空
  - エンデバー航空（英語版）
  - PSA航空
  - メサ航空
  - エア・ウィスコンシン（英語版）
  - ゴージェット・エアラインズ（英語版）
  - エクスプレスジェット（英語版）
  - ルフトハンザ・シティーライン
  - 華夏航空
  - ジャズ航空
  - エア・ノストラム
  - アイベックスエアラインズ
- 初飛行：1991年5月10日 (CRJ100)[1]
- 生産数：1,899機（2019年3月時点）[5]
- 運用開始：1992年11月（CRJ100：ルフトハンザ・シティーラインにより）[1]
- 運用状況：運用中

ボンバルディア CRJ（Bombardier CRJ）は、カナダのボンバルディア・エアロスペース社が製造・販売していた双発ジェット旅客機の製品群であり、CRJファミリーあるいはCRJシリーズとも呼ばれる。
CRJファミリーを構成する主要モデルは、胴体長が短い順に CRJ100/200、 CRJ700、 CRJ900、 CRJ1000 の4機種で、座席数や航続距離などが異なる細かい派生型が存在する。CRJは座席数は50から100席程度の小型ジェット旅客機であり、従来、ターボプロップ機（プロペラ機）が主流であった小需要・短距離の地域航空路線向けに開発された初めての「リージョナルジェット」である。
最初のモデルCRJ100が1991年5月10日に初飛行してから、2019年3月までにCRJファミリー累計1,899機が納入されている。ボンバルディア社を世界第3位の航空機メーカーに押し上げた立役者のひとつとされ、1990年代から2000年代前半にかけて大成功したリージョナルジェットである。
2020年6月1日、ボンバルディアはCRJ事業を三菱重工業に売却。新会社MHIRJに保守管理及びカスタマーサポートが移管された。
2021年2月26日、三菱重工業に売却されなかったCRJ事業の機体製造部門のあるモントリオール・ミラベル空港内併設工場で、事実上最後のCRJシリーズ・CRJ-900がデルタ・コネクションを運航するスカイウェスト航空に引き渡し・納入され、シリーズ総数1,945機を以て30年にわたったボンバルディア社での製造が終了した。

## 開発の経緯

### リージョナルジェットCRJ100/200の登場
ジェット機はターボプロップ機に比べて高速で飛行し短時間で目的地に到達できるが、燃料消費量が大きく機体価格も高くなるため、短距離路線においては経済性が悪くなる。この経済性の観点から、地域航空（コミューター航空・リージョナル航空）路線ではターボプロップ機の方が適しているという考えが主流だった。ところが1970年代から1980年代にかけて米国で規制緩和が進み、地域航空で使用される機材が大型化するとともに、地域航空が発展するにつれて路線網が拡大され、より長い路線への需要が高まった。これらの背景から、地域航空の需要特性に合わせつつ高速性能や静粛性も備えたジェット旅客機が望まれるようになった。
当時、ビジネスジェット機チャレンジャー600を製造していたカナダの航空機メーカーであるカナディア社は、同機の設計を流用して開発費を抑えることで低価格で経済的な小型ジェット旅客機を実用化できないか模索していた。この構想は具体化され、1987年にCRJファミリー最初のモデルであるCRJ100の基本設計が開始された。この時、カナディア社はボンバルディア社の傘下になっていたが、開発するモデルにはCRJ（Canadair Regional Jet; カナディア・リージョナル・ジェット）とカナディアの名前が残された。
CRJ100の胴体断面はチャレンジャーの設計が流用されたが、主翼は新規設計された。翌1988年に機体全体の基本仕様がまとめられ、1989年3月に製造計画が正式に進められることになった。さらに、1990年10月には航続距離を延ばした派生型のCRJ100LRが発表され、標準型と並行して開発されることになった。CRJ100の初飛行は1991年5月10日で、その後、約1年3か月にわたる試験を経て、1992年7月にカナダの型式証明を取得した。続いて、1993年1月にはアメリカの連邦航空局（以下、FAA）とドイツ連邦航空局（LBA）の型式証明も交付された。初就航はドイツのルフトハンザ・シティーラインにより1992年11月に行われた。
CRJ200は、CRJ100のエンジンをゼネラル・エレクトリック（以下、GE）のCF34-3B1に変更したもので、1995年に発表された。CRJ200の最初の引き渡しはオーストリアのチロリアン航空に対して1996年1月に行われた。生産227号機以降はCRJ200を標準型として生産されている。

### 胴体延長モデル CRJ700の開発
1995年からは、リージョナルジェット市場の成長に対応するため、CRJ100/200の胴体を延長した機体（計画名はCRJ-X）の検討がすすめられた。CRJ-Xの基本仕様は1996年に確定され、1997年にボンバルディア社の役員会の承認が下りて正式に製造計画が進められることになった。
その後、CRJ-Xは客席数が70席程度であることにちなんでCRJ700と命名され、1999年5月27日に初飛行した。飛行試験と地上試験が重ねられて2000年12月にカナダの型式証明が交付され、翌2001年1月にはイタリアとフランスの所管当局から、同年2月にはFAAからも型式証明が交付された。顧客への引き渡しは、2002年2月にフランスの航空会社ブリテールに対して行われたのが最初である。

### さらなる大型化へ CRJ900の開発
ボンバルディア社は1999年10月にCRJ700の胴体をさらに延長した機体の開発計画を発表した。2000年3月には客室モックアップが完成し、2000年7月のファーンボロー国際航空ショー期間中に計画が公にされた。このモデルは標準的な客席数が90席であることからCRJ900と名付けられた。
CRJ900試作機の初飛行は2001年2月21日であるが、この時の試作機はCRJ700試作機の胴体のみを延長したものであり、最初からCRJ900として製造された機体の初飛行は2001年10月20日であった。その後、各種試験が進められ、2002年9月にカナダの型式証明が交付され、続いて同年10月にFAAから、11月にはイタリアの当局から型式証明が交付された。顧客への最初の引き渡しは2003年2月、相手先はアメリカのメサ航空だった。
さらに、CRJ900のフレームを使用しつつ座席を減らすことで客室にゆとりを持たせたモデルがCRJ705として開発され、2005年5月にカナダとFAAの型式証明を取得し、同年11月には欧州航空安全機関（以下、EASA）の型式証明も得た。

### 日本企業の参画
CRJ700、CRJ900の開発・製造には日本の三菱重工業も参加し、胴体後部とエンジンパイロンの設計と製造を担当した。しかし、その後、三菱重工はボーイング787の開発計画にも参画することになり、開発・生産のリソースをボーイング787に集中する必要があるとの理由で、ボンバルディア社との製造契約を解消することが2008年2月に発表された。なお、この提携解消に関しては、発表の翌月に三菱重工が事業化を決定したMRJ（後のMitsubishi SpaceJet）との競合を避けるためとの見方もある。

### NextGen への進化
CRJファミリーの相次ぐ実用化により、ボンバルディア社はリージョナルジェット市場の開拓に成功した。しかし、CRJに続いてブラジルのエンブラエル社からERJやE-Jetといったライバル製品が市場に投入され、ビジネスジェット機から派生したCRJ100の設計を基本的に踏襲しているCRJファミリーは時代とともに見劣りするようになった。
そこで、ボンバルディア社は、新規設計のCシリーズの開発を進めるとともに、CRJファミリーの設計を見直すことを決めた。このCRJの改良版は“NextGen”と名付けられ、2007年5月に発表された。NextGenファミリーで最初に公開されたのはCRJ900NextGenで、2007年6月のパリ航空ショーでのことだった。同月には顧客への初引き渡しがアメリカのノースウェスト・エアリンクに対して行われた。
NextGenの登場後には、CRJ700とCRJ900の生産はNextGenに移行された。また、CRJ100/200にはNextGenモデルは開発されていないが、新規生産時や機体改修時にNextGenの構成要素をオプションとして追加することも可能とされている。

### 最大モデル CRJ1000 の投入
CRJファミリー中で最大のモデルとなるCRJ1000NextGenは、2007年2月に計画名CRJ900Xとして開発が公式に開始された。CRJ900X試作機の初飛行は2008年9月であったが、このときの機体はCRJ900試作機を再改造して作られたものであった。CRJ1000NextGenとして製造された機体の初飛行は2009年7月に行われた。その後、飛行試験などが進められたが、飛行操縦ソフトウェアに問題が発見されるなどの理由で試験期間が延長された。それによって引き渡し開始時期もたびたび延期されたが、2010年11月にカナダとEASAの型式証明を取得、同年12月にはFAAの型式証明も得た。同12月にはスペインのエア・ノストラムとフランスのブリテールに対して引き渡しが行われた。
2019年3月までにCRJファミリーで累計1,899機が納入されている。

## 機体の特徴

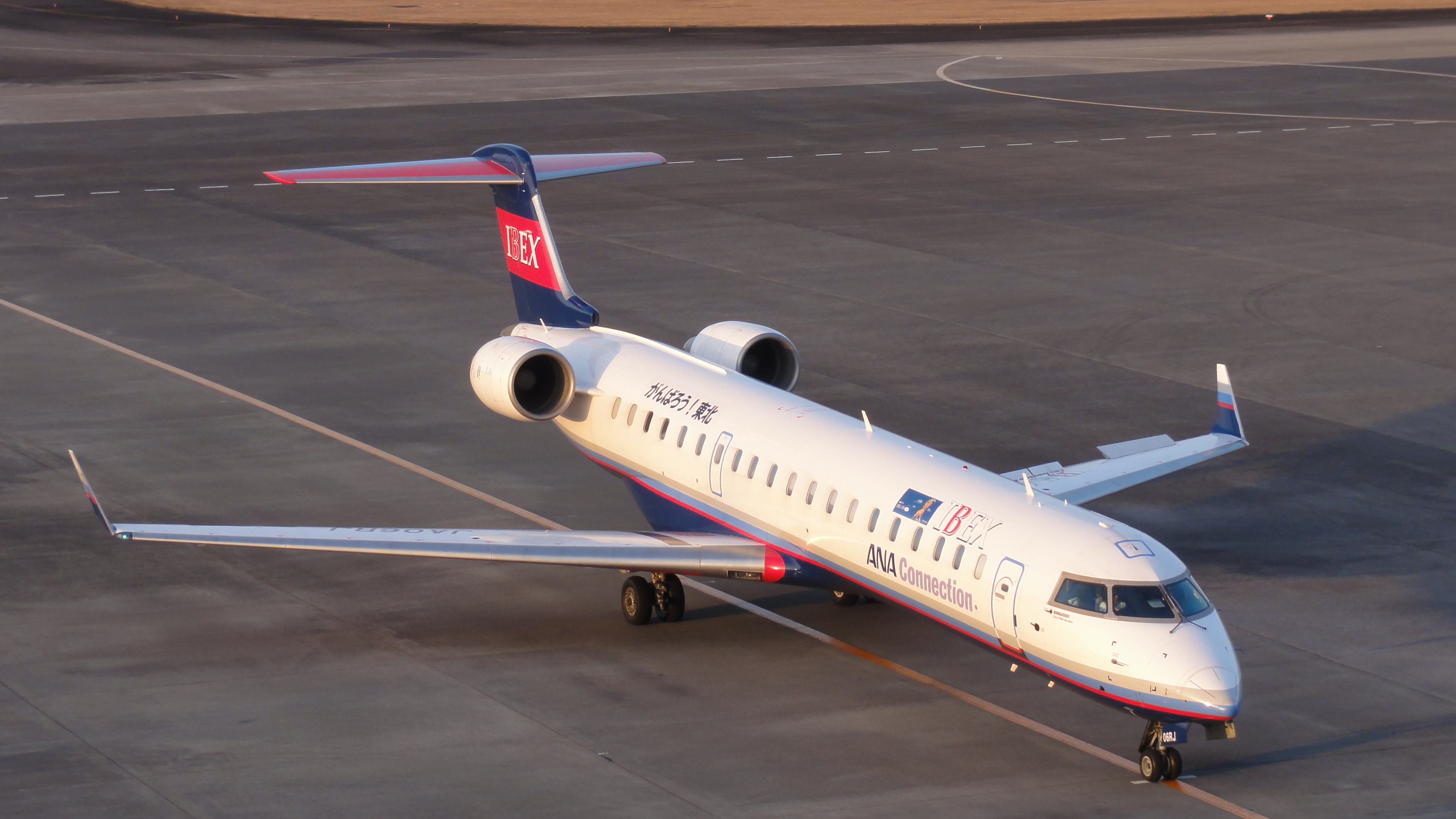
アイベックスエアラインズのCRJ700NextGen。胴体後部にエンジンとT字型の尾翼を備える。

本節では、ファミリー全体に共通する特徴を述べる。各モデルごとの特徴は、#ファミリー構成・派生型を参照のこと。
CRJは、低翼配置の後退翼を主翼に持つ単葉機で、機体後部に装備された2発のターボファンエンジンとT字尾翼を持つ旅客機である。主翼の設計はモデルによって部分的に異なるが、全モデルに共通して主翼端にウイングレットが装備されている。

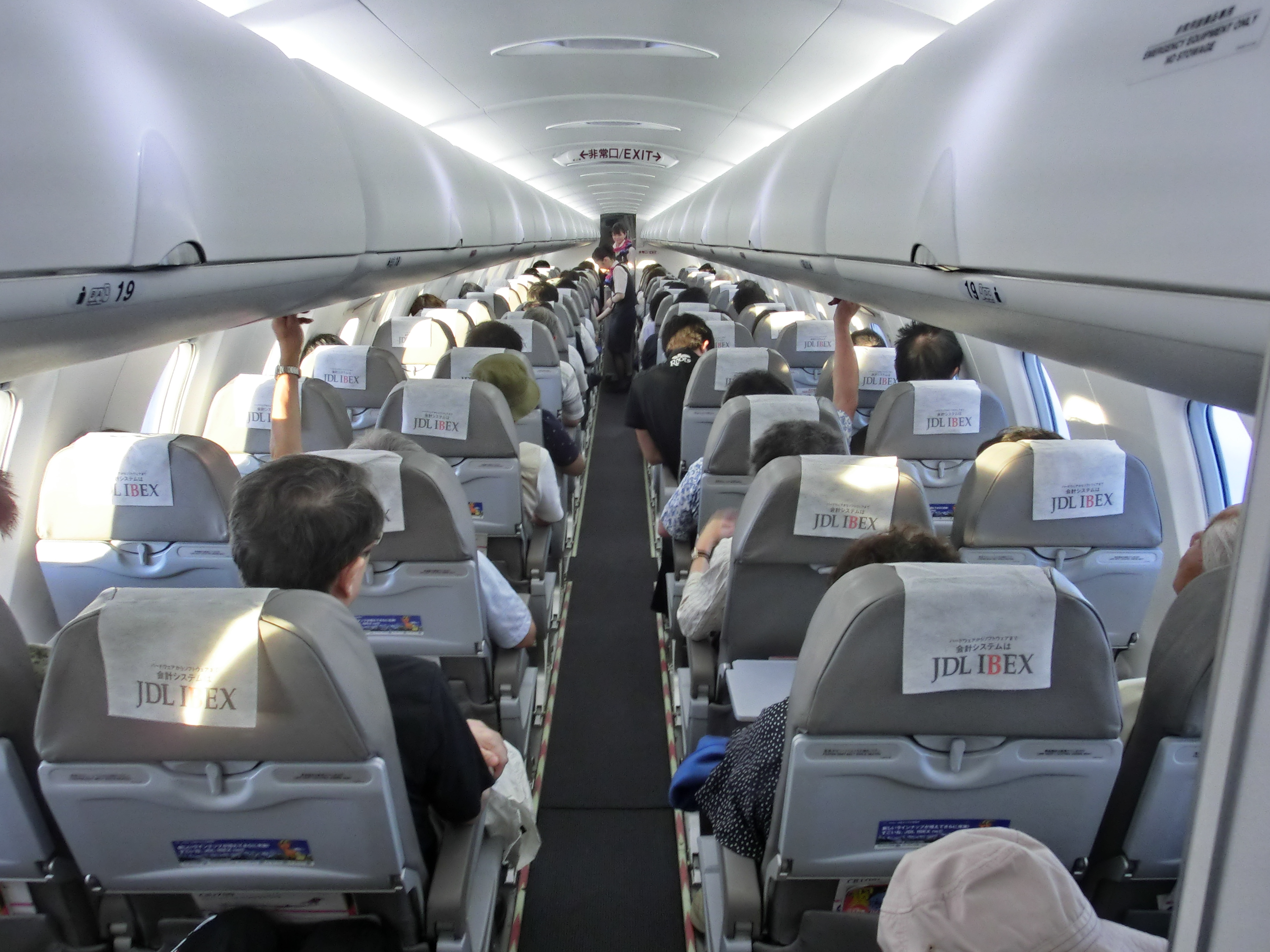
CRJ700NextGenの客室。

客室内は通路が1本のナローボディ機で、エコノミークラスの座席配置は通路を挟んで2+2席、ビジネスクラスでは1+2席の配置である。座席頭上には手荷物入れが備えつけられている。
乗降ドアは胴体前方の左舷に設置され、当機体に対応したタラップやボーディングブリッジを備えていない空港で乗降を行えるように、階段が内蔵されている。非常口は、客室左右の両側の主翼の上にあたる位置に設けられている。胴体後部には大型手荷物を収納するスペースがあり、そこにアクセスするためのドアが胴体後部の左舷に設置されている。

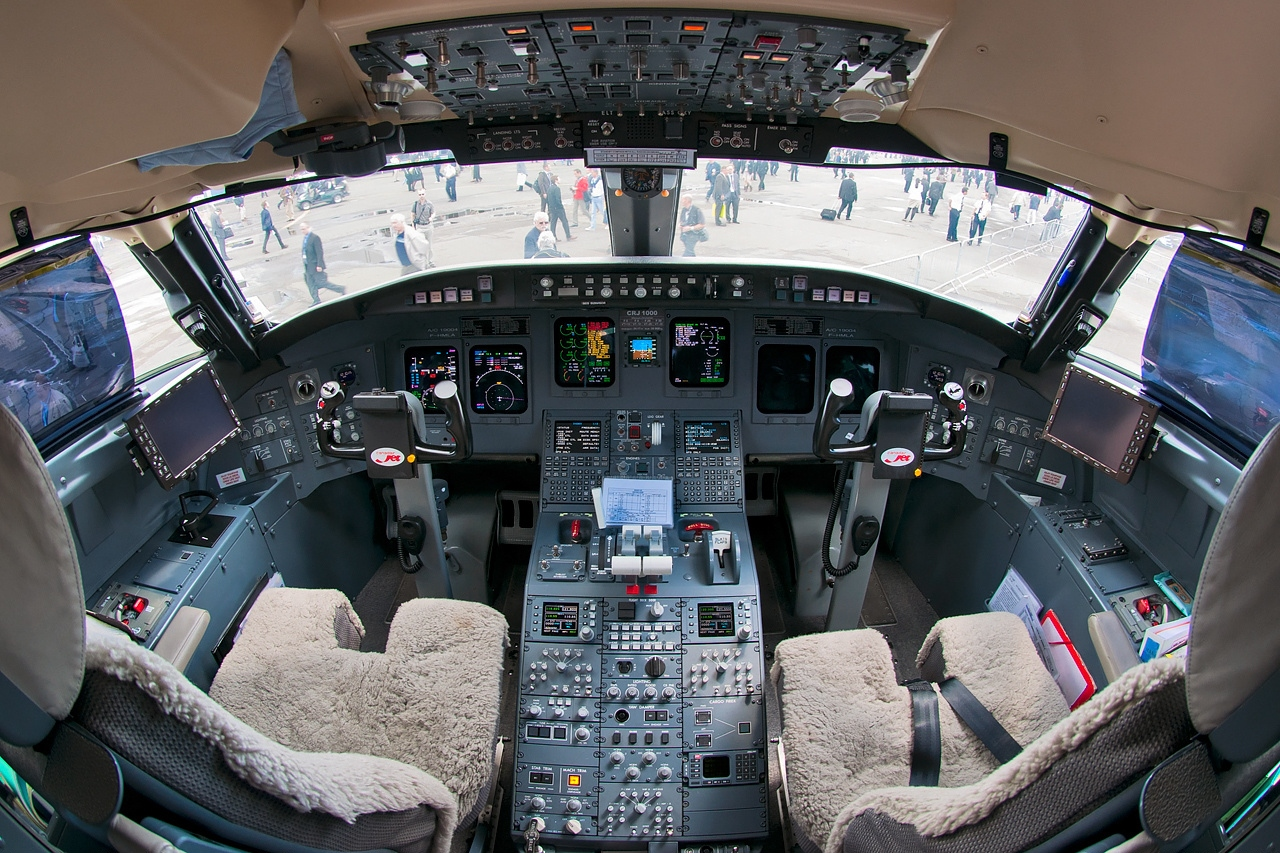
CRJ-1000NextGen のコックピット。

コックピットは、ロックウェル・コリンズ社のシステムを採用して6台のカラーブラウン管を備えたグラスコックピットとなっている。標準搭載されている主要な操縦システムとしては、二重化された自動操縦装置をはじめ、対地接近警報装置、ウインドシア探知装置、デジタル気象レーダー、空中衝突防止装置、フライト・データ・レコーダーなどがあげられる。また、オプションとしてカテゴリーIIIa条件下で着陸が可能な計器着陸装置なども用意されている。
CRJはビジネスジェットであるチャレンジャーの設計を流用して開発され、胴体断面をそのままに胴体長を延ばすことでラインナップの拡充が進められた。FAAやEASAの型式証明書でもチャレンジャーの派生型と位置付けられており、証明書中のモデル名はチャレンジャーと同じくCL-600-XXXXである（XXXXには機種ごとに数字とアルファベットが割り振られている）。ビジネスジェットからの設計流用・拡張により、開発費が低減されるとともに、各モデルの共通性が高いという点も評価され、顧客である航空会社に広い選択肢を提供することができた。しかし、チャレンジャーは当時のビジネスジェットとしては太い胴体であったが、客室内の改良による寸法拡大には限界があり、はじめからリージョナル旅客機として設計され、広い胴体断面を持つエンブラエルE-Jetシリーズが登場したことで、市場競争力が低下した。

## ファミリー構成・派生型
CRJファミリーは胴体長の違いで分類すると、CRJ100/200、CRJ700、CRJ900、CRJ1000の4種類に分けられる。本節ではこの4種類を基本的な枠組みとして、細かい派生型やNextGenへの改良点についても述べる。

### CRJ100/200
CRJ100はCRJの最初のモデルで、標準座席数はファミリー最小の50席である。設計のベースとしたチャレンジャーと共通の胴体断面を用いており、床面幅もチャレンジャーと同一の2.18mだが、客室の居住性向上を図るために内装の設計が見直され、最大幅が2.49メートルから2.57メートルに拡大された。エンジンはGEのCF34-3A1を搭載する。
CRJ200は、CRJ100のエンジンをGEのCF34-3B1に置き換えたものであり、エンジン以外はCRJ100と同一で、座席数も50席である。エンジンの変更により、燃費が向上し、離陸重量、巡航高度と巡航速度性能も増加した。CRJ200登場後は200を標準モデルとして生産されている。
CRJ100/200の派生型には、主翼中央に燃料タンクを増設して航続距離を伸ばしたER型があり、CRJ200にはさらに距離を延長したLR型がある。また、CRJ200の標準型、ER型、LR型には、高温・高地対応型のエンジンに置き換えたモデルCRJ200B、200B ER、200B LRも存在する。
座席数が異なる派生型としては、CRJ200の標準座席数を44席に減らしてCRJ440と名付けられたモデルが生産されており、2002年1月からノースウェスト航空に86機納入された。
さらに、CRJ200には貨物型も存在し、CRJ200パッケージフレイター（CRJ200PF）と呼ばれる。CRJ200LRの機体フレームに貨物用のドアを追加するなどの改修を加えたモデルである。
日本ではジェイエアとアイベックスエアラインズが導入したが、先ずアイベックスエアラインズではCRJ700の増備に伴い、2017年9月27日で完全退役した。ジェイエアでもE170/E190の増備に伴い、2016年6月から順次退役が始まり、2017年12月に退役記念チャーターを行い、2018年1月に全機退役となった。これにより同機は日本の空から姿を消した。

### CRJ700

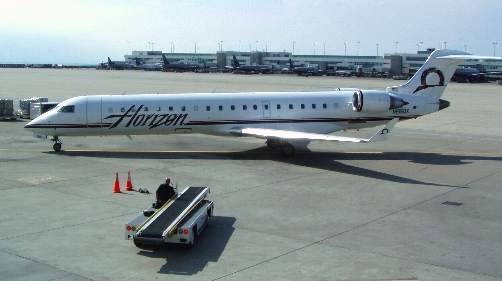
ホライゾン・エアのCRJ700

CRJ700は70席クラスの機体である。CRJ200から胴体断面はそのままに胴体長が4.72m延ばされ、圧力隔壁の位置を1.29メートル後方に移動したことで、客室と貨物室容量が増加した。また、客室床の位置を下げて客室天井高を上げるとともに窓位置を上げることで客室環境を向上させたほか、CRJ200には無かった床下の荷物室も確保された。
主翼はCRJ200と同じ翼型であるが、翼の付け根部分に挿入部を追加して翼幅が合計1.83メートル拡大された。また、運用重量増加に対応するためスラットが追加されたことで前縁部が延長された。
エンジンもCRJ200から変更され、パイロンも強化された。CRJ700の初期型はGEのCF34-8C1エンジンを採用していたが、NextGenではGE CF34-8C5に置き換えられている。
CRJ700は、座席数の違いによりCRJ700（68席）、CRJ701（71席）、CRJ702（72-78席）、CRJ705（CRJ900のフレームを使用して2クラスで70-75席）という細かいバリエーション展開がなされているが、これらを総称してCRJ700と呼ばれる。CRJ700にも航続距離を延長したER型とLR型が設定されている。
CRJ700のNextGenへの改良では、主に客室の改善と機体軽量化が行われた。客室の改良点としては、窓の大型化、頭上の荷物入れの大型化、LED照明の採用、側壁と天井パネルの再設計などがあげられる。機体軽量化の面では、機体構造にレジントランスファーモールディング（RTM）と呼ばれる複合材料の成形法が採用された。
日本では唯一、アイベックスエアラインズが同機を保有している。

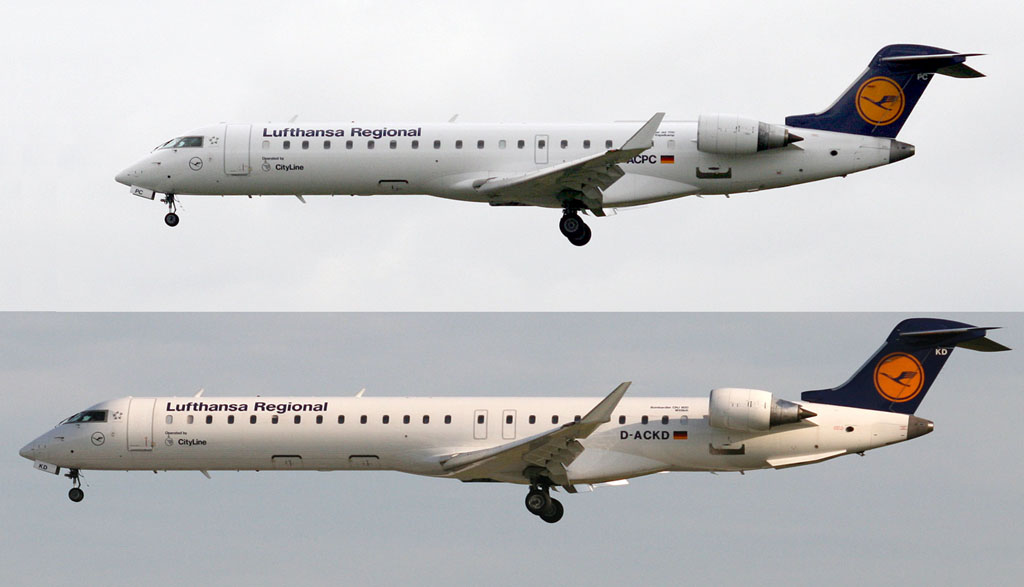
CRJ700（上）とCRJ900（下）との比較。胴体長の違いが見て取れる。

#### CRJ550
2019年2月、CRJ700を元に新しく「CRJ550」という型式を製造し、ユナイテッド航空がファースト10席、プレミアム･エコノミー20席エコノミー20席の合計50席3クラス仕様で発注し、ユナイテッド・エクスプレスを運航しているゴージェット（GoJet）で2019年末までに就航予定と発表。
同型機は米国内運航時適用される、労使協定条項（スコープ・クローズ）制限の一つである最大離陸重量8万6000ポンド（約39トン）を元になるCRJ700はクリアしているため、ボンバルディアは北米市場で700機超が運航されている50席規模の更新機として適しているとして、2019年上半期に型式証明取得予定とした。

### CRJ900
CRJ900は90席クラスの機体である。CRJ700の胴体を主翼の前後でそれぞれ延長し、重量増加に対応するためエンジンはGE製CF34-8C5を使用している。また、降着装置、ブレーキ、主翼構造がCRJ700から強化された。
CRJ900にも航続距離を延長したER型とLR型が設定されている。また、NextGenへのアップグレードでは、CRJ700と同様の改良内容が施された。

### CRJ1000

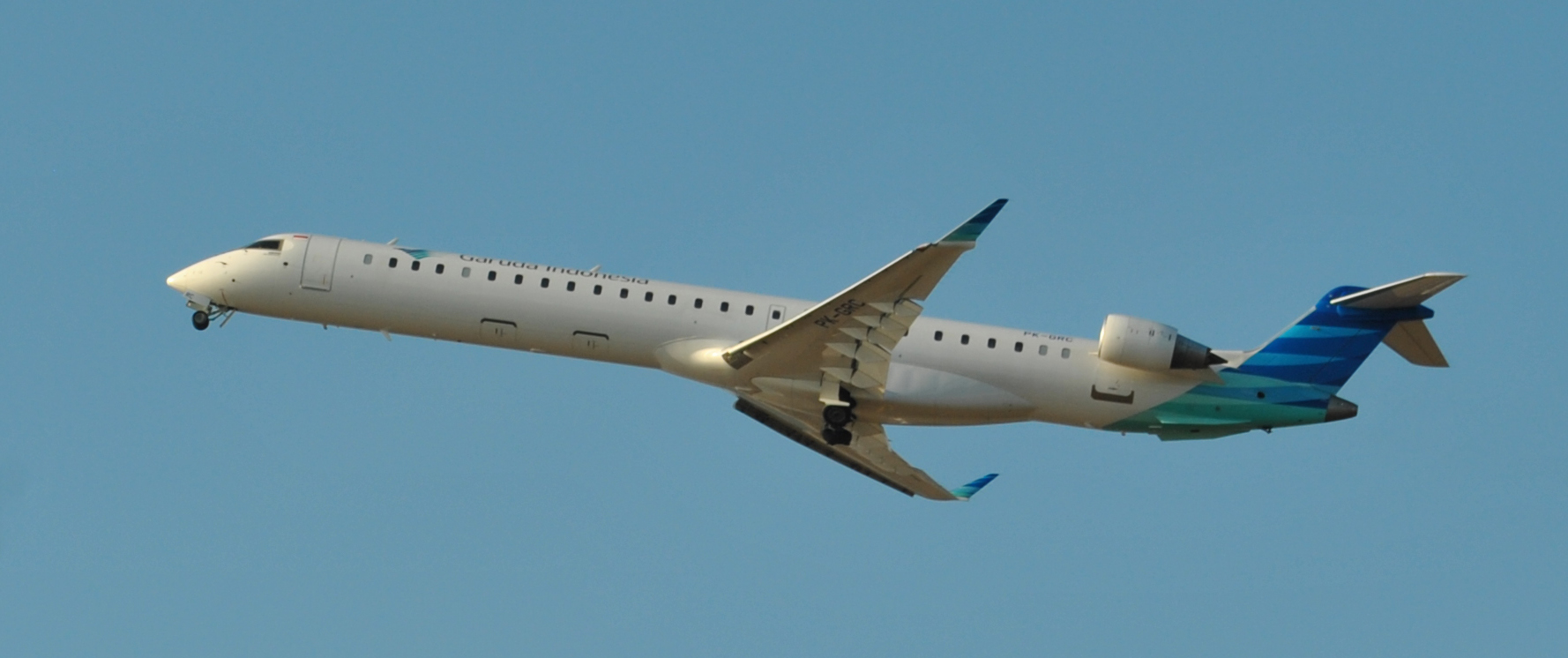
ガルーダ・インドネシア航空のCRJ1000NextGen

CRJ1000NexGenは100席クラスの機体である。CRJ900の胴体を主翼の前後で延長して、主翼の翼幅と面積も拡大、エンジンはGE製CF34-8C5A1に変更された。CRJ1000はNextGen発表後に市場投入されたため、従来モデルは存在しない。
CRJ1000には派生型として、最大離陸重量が異なる軽量型のEL型と重量増加型のER型が存在する。標準型と派生型の最大離陸重量の違いは基本的に燃料搭載量の違いによるもので、EL、標準型、ERの順に航続距離が長くなる。

## 運用の状況・特徴
北米や欧州でCRJを運用している航空会社は、主に地域航空会社（コミューター航空会社またはリージョナル航空会社）と呼ばれ、幹線路線を補完する小需要路線の運航を主に行っている。2001年9月11日のアメリカ同時多発テロ事件後には航空旅客需要が落ち込み、大手航空会社が経営不振や破綻に陥ったため、中大型ジェット機よりも経済的でターボプロップ機よりも高速で航続距離が長いというリージョナルジェットの特性を活かした地域航空会社の路線拡大が進んだ。
2019年3月31日時点で、CRJファミリーで累計1,899機が納入されている。2018年末時点の統計によると、1,265機のCRJファミリーが運用されている。モデルごとの運用数は、CRJ100/200が504機、CRJ700が274機、CRJ900が425機、CRJ1000が62機である。
全体の約7割にあたる928機が北米の航空会社で運用されている。2018年7月時点の統計によると、運用数首位はスカイウェスト航空でその数は300機を超える。続くエンデバー航空とPSA航空の各社でも100機以上が運用されている。
地域別で2番目に運用機数が多いのは欧州（CIS地域を除く）で146機である。こちらは、北米ほどの大量運用を行っている会社はないが、20機以上を就航させている会社としてドイツのルフトハンザ・シティーライン、スペインのエア・ノストラム、フランスのオップ!、スカンジナビア航空がある。CIS地域では54機が運用されている。
上記以外の地域については、日本を含むアジア、中東、南アメリカ、アフリカにおいて、複数の航空会社によりそれぞれ数機から10機程度ずつ運用されており、分布に偏りはあるが、世界の広い範囲でCRJファミリーが運航されている。
日本では日本航空子会社のジェイエアがCRJ200を9機保有、アイベックスエアラインズがCRJ100/200/700を9機運航していたが、2018年1月31日をもってCRJ100/200シリーズは全機退役。2018年11月末現在、CRJ700を10機で運航している。日本における総販売代理店は総合商社の双日が務めている。

### MHIRJへの移管後
前述の通り、CRJシリーズの保守・メンテナンスについては、2020年に三菱重工業の子会社である「MHI RJ AVIATION ULC.（MHIRJ）」に移管されており、同社がいわゆる「メンテナンス・リペア・オーバーホール（MRO）」事業を展開している。同じ三菱グループの三菱航空機が手掛ける予定だったMitsubishi SpaceJetの開発中止（事業撤退）とも関連して、今後MHIRJがCRJシリーズの製造を再開する可能性も指摘されているが、2023年に同社CEOの山本博章は、メディアのインタビューに対し「エアラインから現時点で新造機を造ってほしいというニーズはありません」と答えており、その可能性を否定している。
なおMHIRJでは、CRJシリーズ以外にエンブラエル機のMROを行うライセンスを取得しているほか、今後ボンバルディアにルーツを持つエアバスA220についてもMROのライセンスを取得したいという方針を明らかにしている。

## 主な事故・事件
2019年6月現在で、CRJファミリーの機体損失に至った事故・事故は25件で、内訳はCRJ100/200/440が19件、CRJ700が3件、CRJ900が2件、CRJ1000は0件である。
死者を伴う事故・事件はCRJ100/200のみで起きており16件の事故で164人が死亡し、1件のハイジャックで1人死亡している。以下に主な事故を示す。
- 1993年7月26日、ボンバルディア・エアロスペース388便として運航されていたCRJ100が、アメリカのカンザス州バイヤーズに墜落した。訓練飛行中の同機には機長と副操縦士、及びエンジニアの3名が搭乗していたが全員死亡した[67]。

- 2004年10月14日、ピナクル航空（現・エンデバー航空）3710便として運航されていたCRJ200が、アメリカのミズーリ州ジェファーソン・シティ近郊の住宅地に墜落した[68]。回送飛行中であったため乗客や客室乗務員はおらず、機長および副操縦士の2名が死亡した[68]。

- 2004年11月21日、中国東方航空5210便として運航されていたCRJ200が、中華人民共和国内モンゴル自治区の包頭市内に墜落し、乗客乗員と地上にいた2人を合わせて55人が死亡した[69]。

- 2006年8月27日、アメリカのケンタッキー州レキシントンにあるブルーグラス空港でコムエアー5191便が離陸に失敗し、乗客乗員50人のうち49人が死亡した[70][71]。事故機体はアメリカ国家運輸安全委員会の報告書ではCRJ100と記載されているが[70]、CRJ200とする報道もある[71]。

- 2011年4月4日、コンゴ民主共和国の首都であるキンシャサのヌジリ国際空港で、CRJ100が着陸中に墜落した[72][73]。当該機は国際連合（国連）により運航され、PKO部隊の隊員や国連スタッフら33人が搭乗していたが、32人が死亡した[74][72][73][75]。

- 2013年1月29日、カザフスタン南部のアルマトイで、SCAT航空のCRJ200が墜落し、乗客16人と乗員5人の計21人全員が死亡した[76][77]。

- 2016年1月8日、スウェーデン北部 ノールボッテン県 アッカ湖付近でウエスト・エア・スウェーデンのCRJ200PF貨物機が墜落し、乗員2名全員が死亡した。

- 2024年7月24日、ネパールの首都カトマンズのトリブバン国際空港で、サユラ航空のCRJ200が離陸直後に墜落し、機長以外の乗員18人が死亡した[78]。
- 2025年1月30日、アメリカ合衆国首都ワシントンのロナルド・レーガン国際空港に降下中のアメリカン航空のCRJ700が米陸軍のUH-60ヘリコプターとの衝突の為ポトマック川に墜落し、乗客60人と乗員4人の計64人全員が死亡した。

## 主要諸元
| モデル名            | CRJ200                                                                | CRJ700NextGen                                                     | CRJ900NextGen                                                                                        | CRJ1000NextGen                                                                                     |
| ------------------- | --------------------------------------------------------------------- | ----------------------------------------------------------------- | --- | -------------------------------------------------------------------------------------------------- |
| 運航乗務員数        | 2名                                                                   | 2名                                                               | 2名                                                                                                  | 2名                                                                                                |
| 座席数 （1クラス）  | 50席                                                                  | 78席（最大） 70席（標準）                                         | 90席（最大） 86席（標準）                                                                            | 104席（最大） 100席（標準）                                                                        |
| 座席数 （2クラス）  | N/A                                                                   | 66席                                                              | 78席                                                                                                 | 93席                                                                                               |
| 全長                | 26.77 m                                                               | 32.3 m                                                            | 36.2 m                                                                                               | 39.1 m                                                                                             |
| 全幅                | 21.21 m                                                               | 23.2 m                                                            | 24.9 m                                                                                               | 26.2 m                                                                                             |
| 全高                | 6.22 m                                                                | 7.6 m                                                             | 7.5 m                                                                                                | 7.5 m                                                                                              |
| 翼面積              | 48.35 m2                                                              | 70.6 m2                                                           | 70.6 m2                                                                                              | 77.4 m2                                                                                            |
| 胴体最大直径        | 2.69 m                                                                | 2.7 m                                                             | 2.7 m                                                                                                | 2.7 m                                                                                              |
| 客室内最大幅        | 2.53 m                                                                | 2.55 m                                                            | 2.55 m                                                                                               | 2.55 m                                                                                             |
| 客室内最大高        | 1.85 m                                                                | 1.89 m                                                            | 1.89 m                                                                                               | 1.89 m                                                                                             |
| 運用自重            | 14,016 kg                                                             | 20,069 kg                                                         | 21,845 kg                                                                                            | 23,188 kg                                                                                          |
| 無燃料重量 (ZFW)    | 19,958 kg                                                             | 28,259 kg                                                         | 31,751 kg ER: 31,751 kg LR: 32,092 kg                                                                | 35,154 kg                                                                                          |
| 最大離陸重量 (MTOW) | ER: 23,247 kg LR: 24,154 kg                                           | 32,999 kg ER: 34,019 kg LR: 34,926 kg                             | 36,514 kg ER: 37,421 kg LR: 38,330 kg                                                                | 40,824 kg EL: 38,995 kg ER: 41,640 kg                                                              |
| 最大ペイロード      | 5,942 kg                                                              | 8,190 kg                                                          | 9,907 kg ER: 9,907 kg LR: 10,247 kg                                                                  | 11,966 kg                                                                                          |
| 貨物容積            | 13.8 m3                                                               | 15.5 m3                                                           | 16.8 m3                                                                                              | 19.4 m3                                                                                            |
| 巡航速度            | マッハ 0.74 (488 mph; 785 km/h)                                       | マッハ 0.78 (515 mph; 829 km/h)                                   | マッハ 0.78 (515 mph; 829 km/h)                                                                      | マッハ 0.78 (515 mph; 829 km/h)                                                                    |
| 最大巡航速度        | マッハ 0.81 (534 mph; 860 km/h)                                       | マッハ 0.825 (544 mph; 876 km/h)                                  | マッハ 0.83 (548 mph; 882 km/h)                                                                      | マッハ 0.82 (541 mph; 871 km/h)                                                                    |
| 最大航続距離        | ER: 1,345 nmi (2,491 km; 1,548 mi) LR: 1,700 nmi (3,148 km; 1,956 mi) | 1,218 nmi (2,256 km; 1,402 mi) ER: 1,504 nmi (2,785 km; 1,731 mi) | 1,048 nmi (1,940 km; 1,206 mi) ER: 1,283 nmi (2,376 km; 1,477 mi) LR: 1,515 nmi (2,806 km; 1,744 mi) | 1,425 nmi (2,639 km; 1,640 mi) EL: 971 nmi (1,798 km; 1,118 mi) ER: 1,622 nmi (3,004 km; 1,867 mi) |
| 離陸滑走距離        | ER: 1,768 m LR: 1,918 m                                               | 1724 m ER: 1676 m LR: 1851 m                                      | 1778 m ER: 1862 m LR: 1954 m                                                                         | 1979 m EL: 1826 m ER: 2053 m                                                                       |
| エンジン (x2)       | GE CF34-3B1                                                           | GE CF34-8C5B1                                                     | GE CF34-8C5                                                                                          | GE CF34-8C5A1                                                                                      |
| 離陸推力 (x2)       | 38.84 kN                                                              | 56.4 kN                                                           | 59.4 kN                                                                                              | 60.6 kN                                                                                            |